# Musaranya africana oriental
La musaranya africana oriental (Crocidura xantippe) és una espècie de mamífer eulipotifle de la família de les musaranyes (Soricidae) que viu a Kenya i Tanzània.